# Loubens (Ariège)
Pour les articles homonymes, voir Loubens.
Loubens [lubɛ̃s] est une commune française située dans le nord du département de l'Ariège, en région Occitanie. Sur le plan historique et culturel, la commune fait partie du pays de Foix, composé de la partie centrale du Plantaurel, du massif de l'Arize et d'un tronçon de la vallée de l'Ariège avec ses quelques affluents.
Exposée à un climat océanique altéré, elle est drainée par le ruisseau de Carol, le ruisseau de Roziès et par divers autres petits cours d'eau. Incluse dans le parc naturel régional des Pyrénées ariégeoises, la commune possède un patrimoine naturel remarquable composé de deux zones naturelles d'intérêt écologique, faunistique et floristique.
Loubens est une commune rurale qui compte 277 habitants en 2022, après avoir connu une forte hausse de la population depuis 1975. Elle fait partie de l'aire d'attraction de Pamiers. Ses habitants sont appelés les Loubençois ou Loubençoises.
Le patrimoine architectural de la commune comprend deux  immeubles protégés au titre des monuments historiques : l'église de la Sainte-Trinité, inscrite en 1964, et la grotte du Portel, classée en 1969.

## Géographie

### Localisation
- 1Carte dynamique
- 2Carte OpenStreetMap
- 3Carte topographique
- 4Carte avec les communes environnantes

La commune de Loubens se trouve dans le département de l'Ariège, en région Occitanie.
Elle se situe à 10 km à vol d'oiseau de Foix, préfecture du département, et à 7 km de Varilhes, bureau centralisateur du canton du Val d'Ariège dont dépend la commune depuis 2015 pour les élections départementales.
La commune fait en outre partie du bassin de vie de Pamiers.
Les communes les plus proches sont : 
Cazaux (3,0 km), Artix (3,1 km), Baulou (3,4 km), Saint-Bauzeil (4,2 km), Crampagna (5,3 km), Cadarcet (5,3 km), Rieux-de-Pelleport (5,4 km), Saint-Victor-Rouzaud (5,5 km).
Sur le plan historique et culturel, Loubens fait partie du pays de Foix, composé de la partie centrale du Plantaurel, du massif de l'Arize et d'un tronçon de la vallée de l'Ariège avec ses quelques affluents, mais qui n'est plus que l'ombre du prestigieux comté qui s'étendit jusqu'à l'Espagne et même au-delà.
Loubens est limitrophe de cinq autres communes.
Les communes limitrophes sont  Artix, Baulou, Cazaux, Crampagna et Rieux-de-Pelleport.
|        | Artix   | Rieux-de-Pelleport |
| Cazaux | Loubens | Crampagna          |
|        | Baulou  |                    |

Commune du piémont pyrénéen située dans le massif du Plantaurel. Elle fait partie du parc naturel régional des Pyrénées ariégeoises.

### Géologie et relief
La commune est située dans le Bassin aquitain, le deuxième plus grand bassin sédimentaire de la France après le Bassin parisien. Les terrains affleurants sur le territoire communal sont constitués de roches sédimentaires datant du Cénozoïque, l'ère géologique la plus récente sur l'échelle des temps géologiques, débutant il y a 66 millions d'années. La structure détaillée des couches affleurantes est décrite dans la feuille « n°1057 - Pamiers » de la carte géologique harmonisée au 1/50 000ème du département de l'Ariège, et sa notice associée.
La superficie cadastrale de la commune publiée par l’Insee, qui sert de références dans toutes les statistiques, est de 11,73 km2,. La superficie géographique, issue de la BD Topo, composante du Référentiel à grande échelle produit par l'IGN, est quant à elle de 11,8 km2. Son relief est relativement accidenté puisque la dénivelée maximale atteint 320 mètres. L'altitude du territoire varie entre 382 m et 702 m.

### Hydrographie

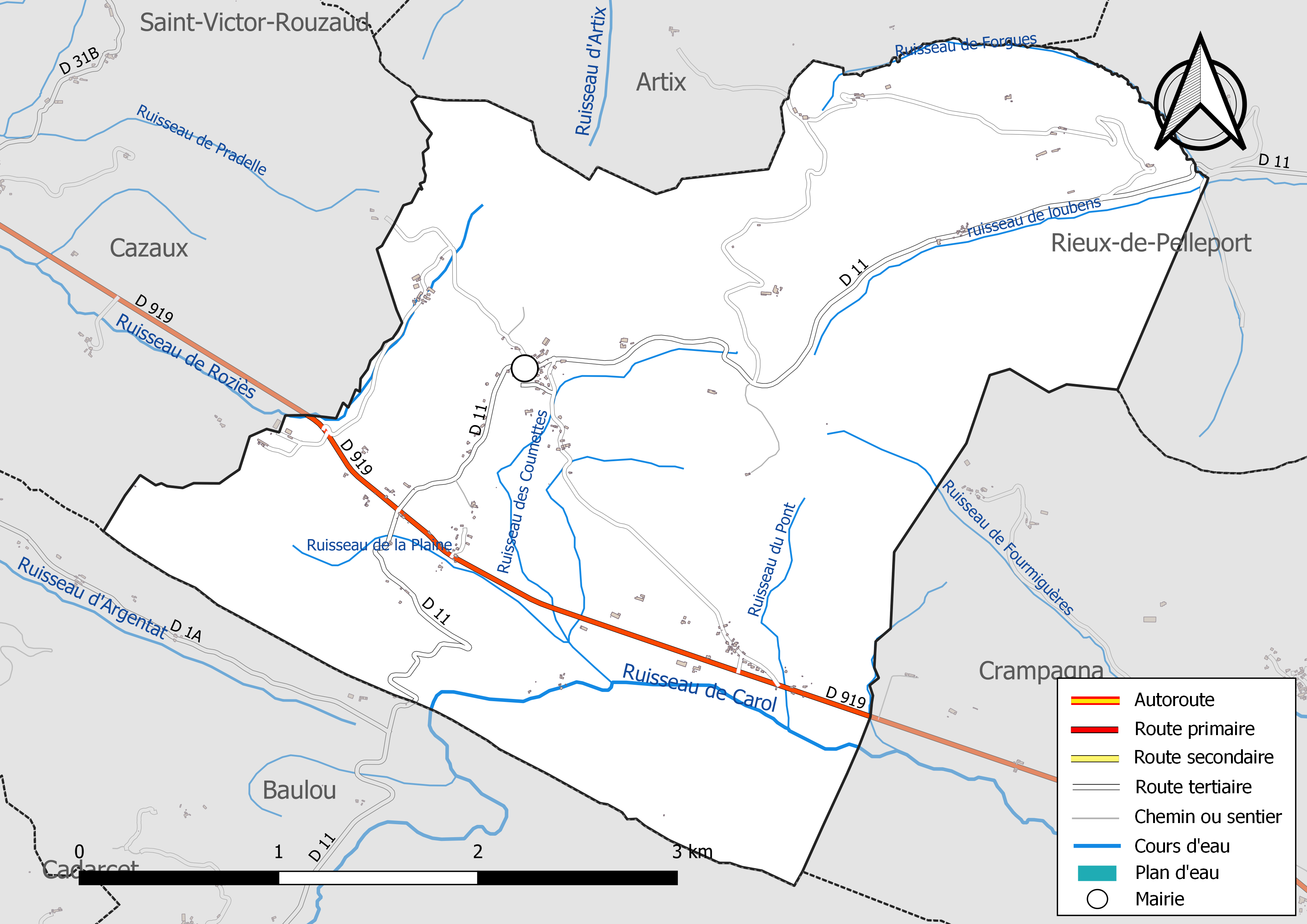
Réseaux hydrographique et routier de Loubens.

La commune est dans le bassin versant de la Garonne, au sein du bassin hydrographique Adour-Garonne. Elle est drainée par le ruisseau de Carol, le ruisseau de Roziès, le ruisseau de Forgues, le ruisseau de Fourmiguères, le ruisseau de la Plaine, le ruisseau de loubens, le ruisseau des Coumettes, le ruisseau du Pont et par un petit cours d'eau, constituant un réseau hydrographique de 15 km de longueur totale,.
Le ruisseau de Carol, d'une longueur totale de 13,4 km, prend sa source dans la commune de Saint-Martin-de-Caralp et s'écoule du sud vers le nord puis d'ouest en est. Il traverse la commune et se jette dans l'Ariège à Saint-Jean-de-Verges, après avoir traversé 5 communes.

### Climat
Pour des articles plus généraux, voir Climat de l'Occitanie et Climat de l'Ariège.
En 2010, le climat de la commune est de type climat océanique altéré, selon une étude s'appuyant sur une série de données couvrant la période 1971-2000. En 2020, Météo-France publie une typologie des climats de la France métropolitaine dans laquelle la commune est exposée à un climat de montagne et est dans la région climatique Pyrénées centrales, caractérisée par une pluviométrie annuelle de 1 000 à 1 200 mm.
Pour la période 1971-2000, la température annuelle moyenne est de 12,3 °C, avec une amplitude thermique annuelle de 15 °C. Le cumul annuel moyen de précipitations est de 918 mm, avec 9,8 jours de précipitations en janvier et 6,5 jours en juillet. Pour la période 1991-2020, la température moyenne annuelle observée sur la station météorologique la plus proche, située sur la commune de Cos à 8 km à vol d'oiseau, est de 12,4 °C et le cumul annuel moyen de précipitations est de 1 004,0 mm,. Pour l'avenir, les paramètres climatiques de la commune estimés pour 2050 selon différents scénarios d'émission de gaz à effet de serre sont consultables sur un site dédié publié par Météo-France en novembre 2022.

### Milieux naturels et biodiversité

#### Espaces protégés
La protection réglementaire est le mode d’intervention le plus fort pour préserver des espaces naturels remarquables et leur biodiversité associée,.
La commune fait partie du parc naturel régional des Pyrénées ariégeoises, créé en 2009 et d'une superficie de 245 973 ha, qui s'étend sur 138 communes du département. Ce territoire unit les plus hauts sommets aux frontières de l’Andorre et de l’Espagne (la Pique d'Estats, le mont Valier, etc) et les plus hautes vallées des avants-monts, jusqu’aux plissements du Plantaurel.

#### Zones naturelles d'intérêt écologique, faunistique et floristique
L’inventaire des zones naturelles d'intérêt écologique, faunistique et floristique (ZNIEFF) a pour objectif de réaliser une couverture des zones les plus intéressantes sur le plan écologique, essentiellement dans la perspective d’améliorer la connaissance du patrimoine naturel national et de fournir aux différents décideurs un outil d’aide à la prise en compte de l’environnement dans l’aménagement du territoire.
Une ZNIEFF de type 1 est recensée sur la commune :
« le Plantaurel : du Mas d'Azil à l'Ariège » (15 850 ha), couvrant 26 communes du département et une ZNIEFF de type 2, : 
« le Plantaurel » (42 116 ha), couvrant 72 communes dont 68 dans l'Ariège, 2 dans l'Aude et 2 dans la Haute-Garonne.

Carte des ZNIEFF de type 1 et 2 à Loubens.
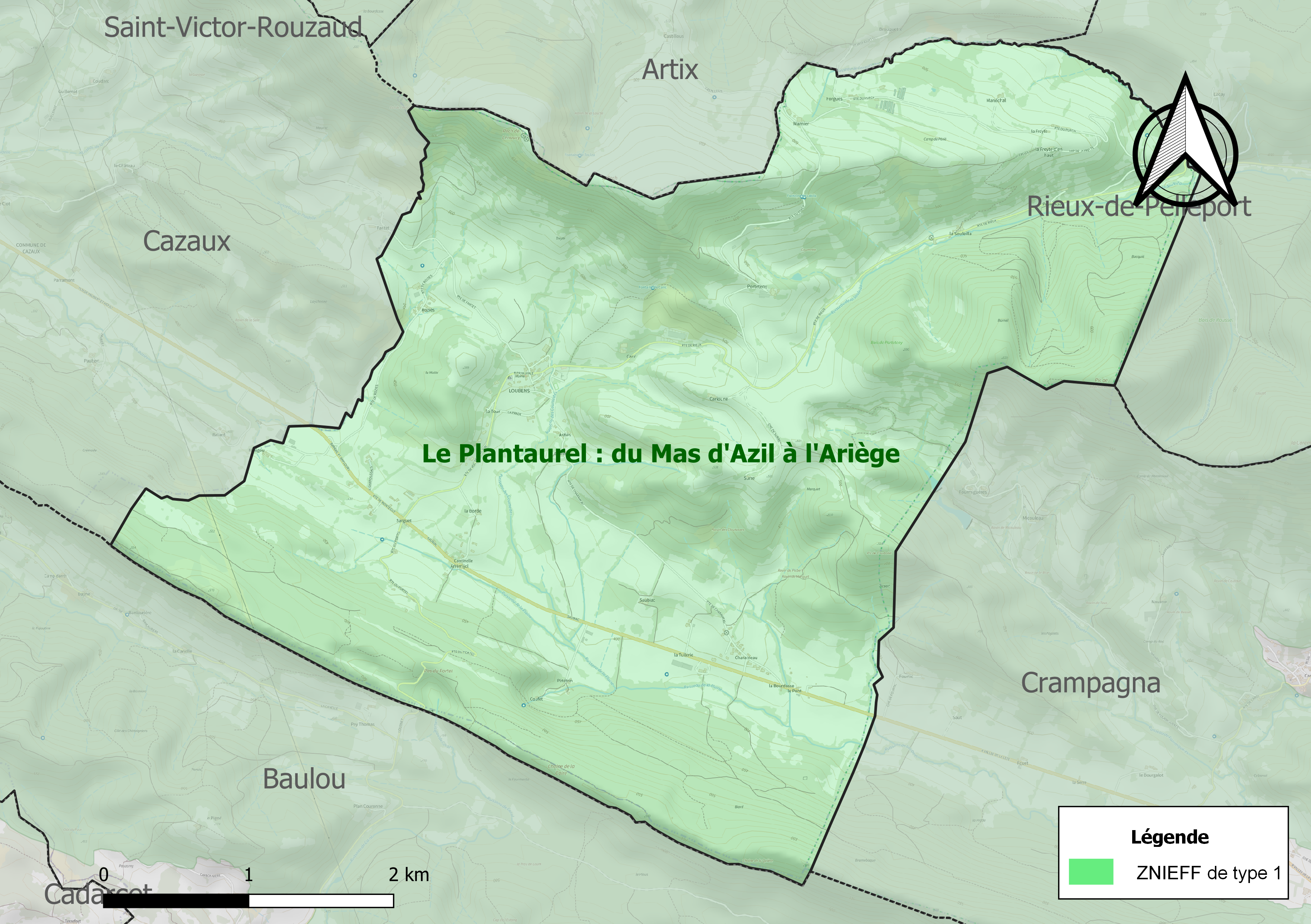
Carte de la ZNIEFF de type 1 sur la commune.
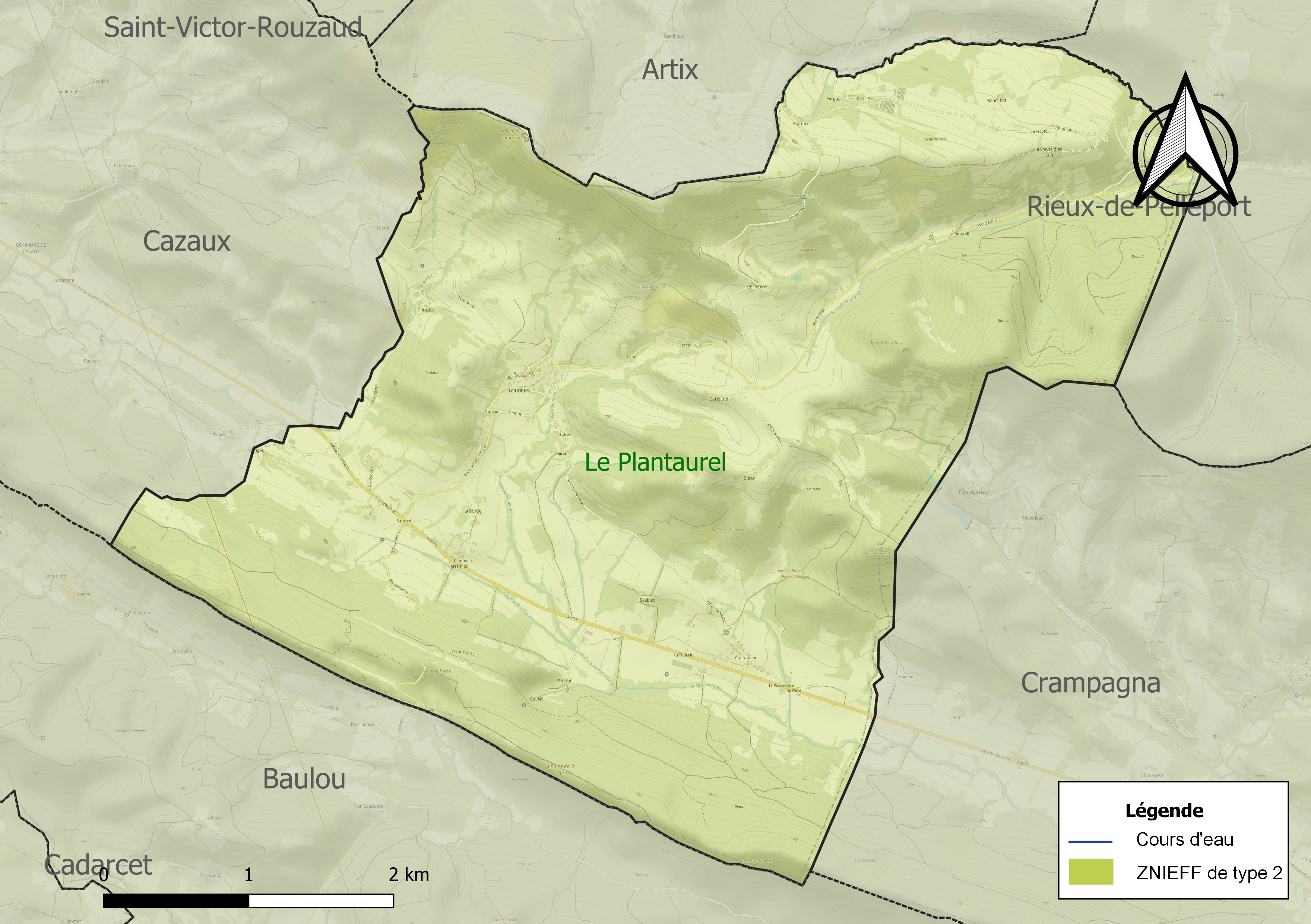
Carte de la ZNIEFF de type 2 sur la commune.

## Urbanisme

### Typologie
Au 1er janvier 2024, Loubens est catégorisée commune rurale à habitat dispersé, selon la nouvelle grille communale de densité à 7 niveaux définie par l'Insee en 2022.
Elle est située hors unité urbaine. Par ailleurs la commune fait partie de l'aire d'attraction de Pamiers, dont elle est une commune de la couronne,. Cette aire, qui regroupe 52 communes, est catégorisée dans les aires de moins de 50 000 habitants,.

### Occupation des sols
L'occupation des sols de la commune, telle qu'elle ressort de la base de données européenne d’occupation biophysique des sols Corine Land Cover (CLC), est marquée par l'importance des territoires agricoles (60,2 % en 2018), en augmentation par rapport à 1990 (58,7 %). La répartition détaillée en 2018 est la suivante : 
zones agricoles hétérogènes (42,1 %), forêts (39,8 %), prairies (18,1 %). L'évolution de l’occupation des sols de la commune et de ses infrastructures peut être observée sur les différentes représentations cartographiques du territoire : la carte de Cassini (XVIIIe siècle), la carte d'état-major (1820-1866) et les cartes ou photos aériennes de l'IGN pour la période actuelle (1950 à aujourd'hui).

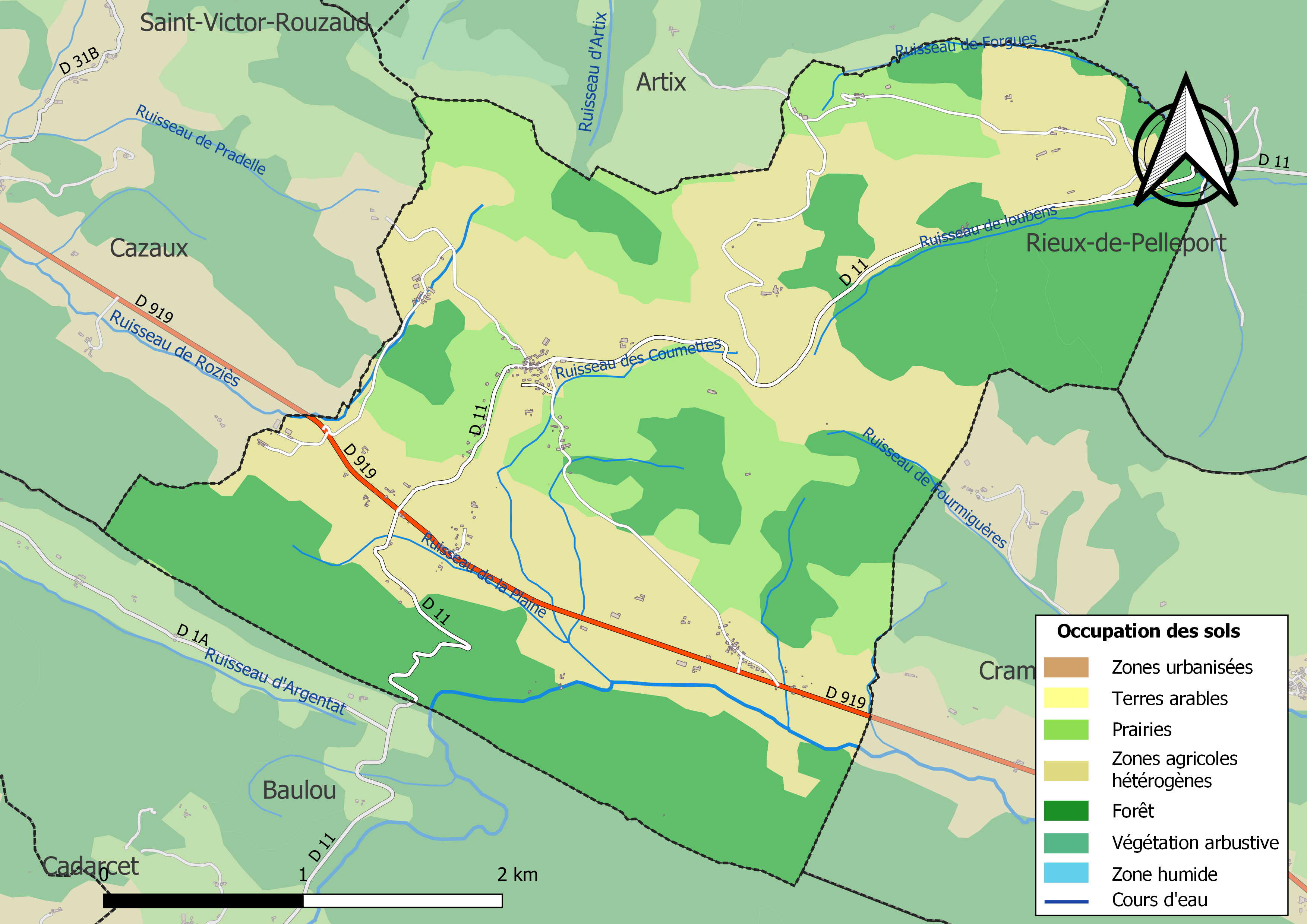
Carte des infrastructures et de l'occupation des sols de la commune en 2018 (CLC).

### Habitat et logement
En 2018, le nombre total de logements dans la commune était de 150, alors qu'il était de 146 en 2013 et de 138 en 2008.
Parmi ces logements, 78,7 % étaient des résidences principales, 13,3 % des résidences secondaires et 8 % des logements vacants. Ces logements étaient pour 93,3 % d'entre eux des maisons individuelles et pour 6,7 % des appartements.
Le tableau ci-dessous présente la typologie des logements à Loubens en 2018 en comparaison avec celle de l'Ariège et de la France entière. Une caractéristique marquante du parc de logements est ainsi une proportion de résidences secondaires et logements occasionnels (13,3 %) inférieure à celle du département (24,6 %) mais supérieure à celle de la France entière (9,7 %). Concernant le statut d'occupation de ces logements, 72,9 % des habitants de la commune sont propriétaires de leur logement (73,4 % en 2013), contre 66,3 % pour l'Ariège et 57,5 % pour la France entière.
| Typologie                                               | Loubens | Ariège | France entière |
| ------------------------------------------------------- | ------- | ------ | -------------- |
| Résidences principales (en %)                           | 78,7    | 65,7   | 82,1           |
| Résidences secondaires et logements occasionnels (en %) | 13,3    | 24,6   | 9,7            |
| Logements vacants (en %)                                | 8       | 9,7    | 8,2            |

### Voies de communication et transports
Accès avec les routes départementales D 919 et D 11.

### Risques majeurs
Le territoire de la commune de Loubens est vulnérable à différents aléas naturels : inondations, climatiques (grand froid ou canicule), feux de forêts, mouvements de terrains et séisme (sismicité modérée). Il est également exposé à un risque technologique,  le transport de matières dangereuses,.

#### Risques naturels

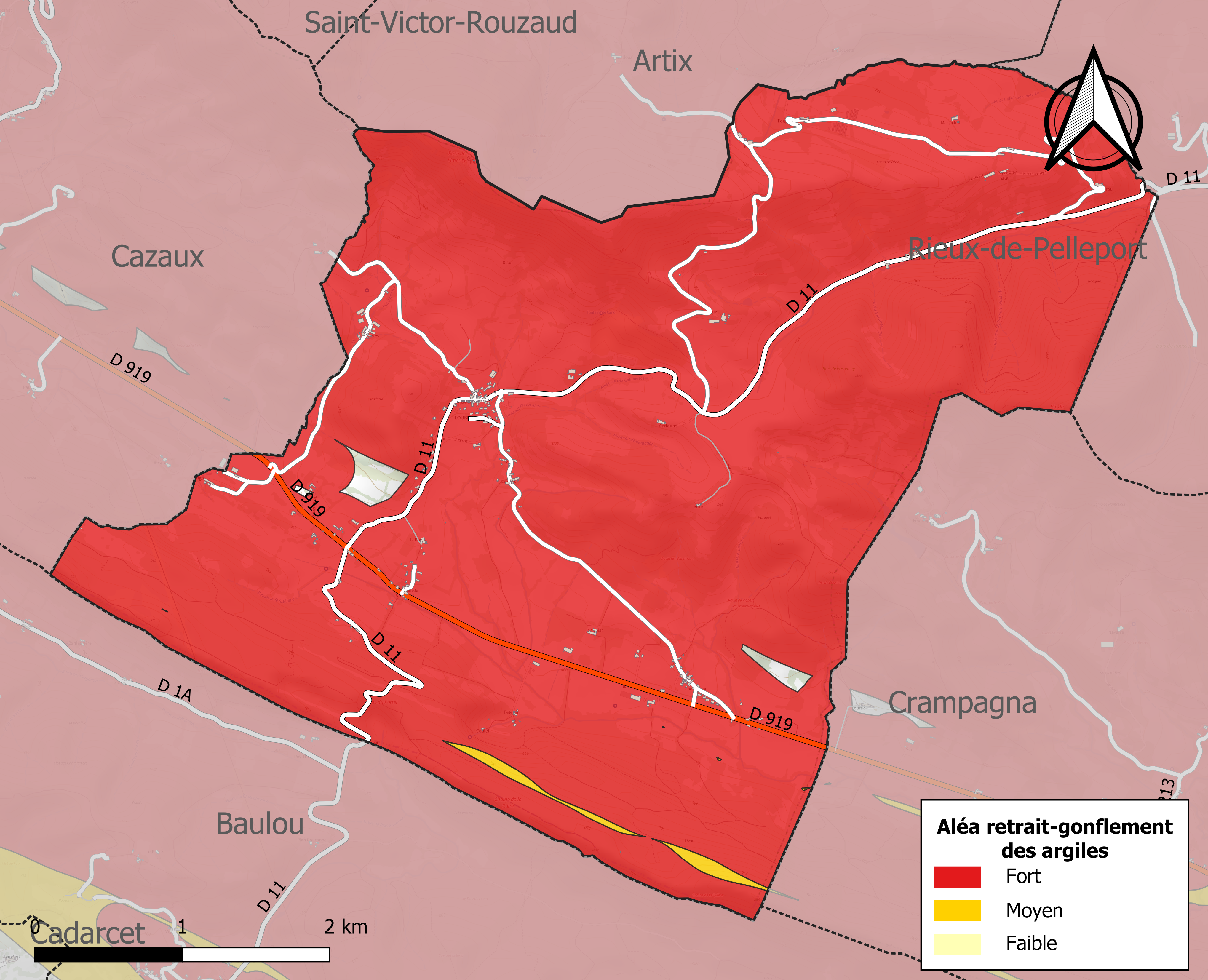
Zonage de l'aléa retrait-gonflement des argiles sur la commune de Loubens.

Certaines parties du territoire communal sont susceptibles d’être affectées par le risque d’inondation par débordement, crue torrentielle d'un cours d'eau, ou ruissellement d'un versant.
Les mouvements de terrains susceptibles de se produire sur la commune sont soit des chutes de blocs, soit des glissements de terrains, soit des effondrements liés à des cavités souterraines, soit des mouvements liés au retrait-gonflement des argiles. Près de 50 % de la superficie du département est concernée par l'aléa retrait-gonflement des argiles, dont la commune de Loubens. L'inventaire national des cavités souterraines permet par ailleurs de localiser celles situées sur la commune.

#### Risques technologiques
Le risque de transport de matières dangereuses par une infrastructure routière ou ferroviaire ou par une canalisation de transport de gaz concerne la commune. Un accident se produisant sur une telle infrastructure est en effet susceptible d’avoir des effets graves au bâti ou aux personnes jusqu’à 350 m, selon la nature du matériau transporté. Des dispositions d’urbanisme peuvent être préconisées en conséquence.

## Histoire
L'origine étymologique de Loubens pourrait venir de pièges à loups.
 (janvier 2021).
Améliorez-le ou discutez des points à vérifier. 
En février 1299[réf. nécessaire], des coutumes furent accordées par les deux co-seigneurs du lieu, le comte de Foix Roger IV et Bernard d’Arnave, en vue de fonder une bastide. La charte fut confirmée en août 1299 par le comte de Foix, Roger Bernard III, et en février 1301 par Bernard de Loubens qui tenait le fief en paréage.

## Politique et administration

### Découpage territorial
La commune de Loubens est membre de la communauté d'agglomération Pays Foix-Varilhes, un établissement public de coopération intercommunale (EPCI) à fiscalité propre créé le 16 novembre 2016 dont le siège est à Foix. Ce dernier est par ailleurs membre d'autres groupements intercommunaux.
Sur le plan administratif, elle est rattachée à l'arrondissement de Foix, au département de l'Ariège, en tant que circonscription administrative de l'État, et à la région Occitanie.
Sur le plan électoral, elle dépend du canton du Val d'Ariège pour l'élection des conseillers départementaux, depuis le redécoupage cantonal de 2014 entré en vigueur en 2015, et de la première circonscription de l'Ariège  pour les élections législatives, depuis le redécoupage électoral de 1986.

### Administration municipale
Le nombre d'habitants au recensement de 2011 étant compris entre 100 et 499, le nombre de membres du conseil municipal pour l'élection de 2014 est de onze,.

### Liste des maires
| Période                                  | Période  | Identité       | Étiquette | Qualité |
| ---------------------------------------- | -------- | -------------- | --------- | --- |
| Les données manquantes sont à compléter. |          |                |           | |
| octobre 1919                             | 1925     | Pierre Raspaud |           | Marchand de bois, agriculteur |
| mars 1977                                | 2020     | Roger Sicre    | PS        | Retraité - conseiller général du canton de Varilhes (1988-2015) Président de la communauté d'agglomération Pays Foix-Varilhes (2017 → 2020) |
| 2020                                     | En cours | Régis Lassus   |           | |

## Population et société

### Démographie
L'évolution du nombre d'habitants est connue à travers les recensements de la population effectués dans la commune depuis 1793. Pour les communes de moins de 10 000 habitants, une enquête de recensement portant sur toute la population est réalisée tous les cinq ans, les populations de référence des années intermédiaires étant quant à elles estimées par interpolation ou extrapolation. Pour la commune, le premier recensement exhaustif entrant dans le cadre du nouveau dispositif a été réalisé en 2008.

En 2022, la commune comptait 277 habitants, en évolution de +3,36 % par rapport à 2016 (Ariège : +1,48 %, France hors Mayotte : +2,11 %).
| 1793 | 1800 | 1806 | 1821 | 1831 | 1836 | 1841 | 1846 | 1851 |
| ---- | ---- | ---- | ---- | ---- | ---- | ---- | ---- | ---- |
| 348  | 278  | 306  | 390  | 424  | 493  | 534  | 526  | 503  |

| 1856 | 1861 | 1866 | 1872 | 1876 | 1881 | 1886 | 1891 | 1896 |
| ---- | ---- | ---- | ---- | ---- | ---- | ---- | ---- | ---- |
| 529  | 464  | 495  | 531  | 502  | 474  | 436  | 439  | 443  |

| 1901 | 1906 | 1911 | 1921 | 1926 | 1931 | 1936 | 1946 | 1954 |
| ---- | ---- | ---- | ---- | ---- | ---- | ---- | ---- | ---- |
| 416  | 392  | 393  | 321  | 310  | 307  | 282  | 282  | 212  |

| 1962 | 1968 | 1975 | 1982 | 1990 | 1999 | 2006 | 2008 | 2013 |
| ---- | ---- | ---- | ---- | ---- | ---- | ---- | ---- | ---- |
| 202  | 189  | 150  | 151  | 183  | 200  | 242  | 254  | 257  |

| 2018 | 2022 | - | - | - | - | - | - | - |
| ---- | ---- | - | - | - | - | - | - | - |
| 280  | 277  | - | - | - | - | - | - | - |

| selon la population municipale des années : | 1968 | 1975 | 1982 | 1990 | 1999 | 2006 | 2009 | 2013 |
| Rang de la commune dans le département      | 172  | 131  | 184  | 135  | 115  | 112  | 110  | 112  |
| Nombre de communes du département           | 340  | 328  | 330  | 332  | 332  | 332  | 332  | 332  |

### Enseignement
Loubens fait partie de l'académie de Toulouse.

### Activités sportives
Pétanque, pêche,

## Économie

### Revenus
En 2018, la commune compte 107 ménages fiscaux, regroupant 252 personnes. La médiane du revenu disponible par unité de consommation est de 21 960 € (19 820 € dans le département).

### Emploi
| Division       | 2008  | 2013   | 2018   |
| -------------- | ----- | ------ | ------ |
| Commune        | 4,7 % | 7,5 %  | 14,4 % |
| Département    | 8,9 % | 11,1 % | 11,2 % |
| France entière | 8,3 % | 10 %   | 10 %   |

En 2018, la population âgée de 15 à 64 ans s'élève à 181 personnes, parmi lesquelles on compte 73,5 % d'actifs (59,1 % ayant un emploi et 14,4 % de chômeurs) et 26,5 % d'inactifs,. En  2018, le taux de chômage communal (au sens du recensement) des 15-64 ans est supérieur à celui du département et de la France, alors qu'en 2008 la situation était inverse.
La commune fait partie de la couronne de l'aire d'attraction de Pamiers, du fait qu'au moins 15 % des actifs travaillent dans le pôle,. Elle compte 36 emplois en 2018, contre 41 en 2013 et 40 en 2008. Le nombre d'actifs ayant un emploi résidant dans la commune est de 109, soit un indicateur de concentration d'emploi de 33,2 % et un taux d'activité parmi les 15 ans ou plus de 59,7 %.
Sur ces 109 actifs de 15 ans ou plus ayant un emploi, 19 travaillent dans la commune, soit 17 % des habitants. Pour se rendre au travail, 84,4 % des habitants utilisent un véhicule personnel ou de fonction à quatre roues, 3,7 % les transports en commun, 0,9 % s'y rendent en deux-roues, à vélo ou à pied et 11 % n'ont pas besoin de transport (travail au domicile).

### Activités hors agriculture
12 établissements sont implantés  à Loubens au 31 décembre 2019.
Le secteur de la construction est prépondérant sur la commune puisqu'il représente 41,7 % du nombre total d'établissements de la commune (5 sur les 12 entreprises implantées  à Loubens), contre 14,2 % au niveau départemental.

### Agriculture
La commune fait partie de la petite région agricole dénommée « Coteaux de l'Ariège ». En 2010, l'orientation technico-économique de l'agriculture  sur la commune est l'élevage de bovins, lait, élevage et viande combinés.
|                                   | 1988 | 2000 | 2010 |
| --------------------------------- | ---- | ---- | ---- |
| Exploitations                     | 17   | 12   | 12   |
| Superficie agricole utilisée (ha) | 731  | 735  | 795  |

Le nombre d'exploitations agricoles en activité et ayant leur siège dans la commune est passé de 17 lors du recensement agricole de 1988 à 12 en 2000 puis à 12 en 2010, soit une baisse de 29 % en 22 ans. Le même mouvement est observé à l'échelle du département qui a perdu pendant cette période 48 % de ses exploitations. La surface agricole utilisée sur la commune a quant à elle augmenté, passant de 731 ha en 1988 à 795 ha en 2010. Parallèlement la surface agricole utilisée moyenne par exploitation a augmenté, passant de 43 à 66 ha.

## Culture locale et patrimoine

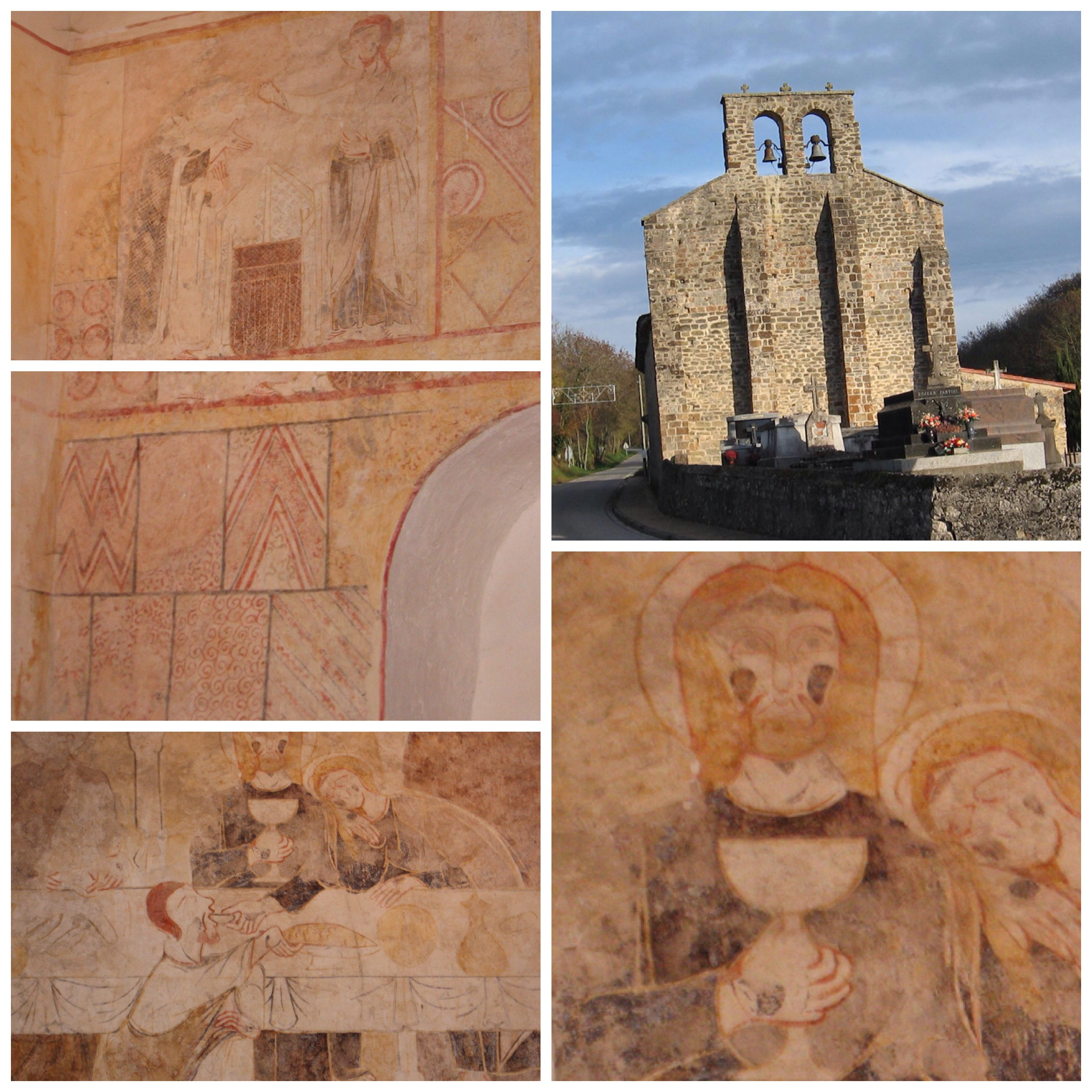
Église de la Sainte-Trinité
du XIIe siècle.

### Lieux et bâtiments
- Église de la Sainte-Trinité datant du XIVe siècle. L'église est inscrite à l'inventaire des monuments historiques depuis 1964[56]. Quelques objets sont référencés dans la Base Palissy[57].
- Pas du Portel 498 m en limite de la commune
- Grotte du Portel (fermée au public).

### Personnalités liées à la commune
- Jules Julien (1864-1935), né dans la commune, maire de Toulouse en 1935.
- Jean Vézian (1915-2012), préhistorien dont la famille est intimement liée à la grotte du Portel située sur la commune.
- Pierre Loubens (1922-1994), a pris ce pseudonyme en référence au village de Loubens en Ariège, dont il était issu.

## Pour approfondir